# Майкъл Уестън
Майкъл Уестън (на английски: Michael Weston) (роден на 25 октомври 1975 г.) е американски актьор. Най-известен е с ролите си на частния детектив Лукас Дъглас „Д-р Хаус“, садистичния похитител Джейк в „Два метра под земята ООД“ и редник Денсър в „Смешно отделение“.